# Pseudogobio
 Pseudogobio és un gènere de peixos de la família dels ciprínids i de l'ordre dels cipriniformes.

## Taxonomia
- Pseudogobio banggiangensis (Nguyen, 2001)
- Pseudogobio esocinus (Temminck i Schlegel, 1846)
- Pseudogobio guilinensis (Yang & Yang, 1977)
- Pseudogobio vaillanti (Sauvage, 1878)[2][3][4][5]